# Salvadora (djur)
Salvadora är ett släkte av ormar som ingår i familjen snokar.
Arterna blir upp till en meter långa och de är smala ormar. Släktets medlemmar förekommer i Nord- och Centralamerika. De lever i torra landskap där marken är sandig eller stenig. Individerna kan röra sig snabb och de jagar ödlor samt andra ormar. Släktmedlemmarna är dagaktiva. Honor lägger ägg.
Arter enligt Catalogue of Life:
- Salvadora bairdi
- Salvadora deserticola
- Salvadora grahamiae
- Salvadora hexalepis
- Salvadora intermedia
- Salvadora lemniscata
- Salvadora mexicana

Enligt The Reptile Databas är Salvadora deserticola ett synonym till Salvadora hexalepis.